# Orphnaeus multipes
Orphnaeus multipes är en mångfotingart som beskrevs av Manfredi 1939. Orphnaeus multipes ingår i släktet Orphnaeus och familjen kamjordkrypare.
Artens utbredningsområde är Etiopien. Inga underarter finns listade i Catalogue of Life.